# 佐々木新
佐々木 新（ささき あらた）は、日本のクリエティブディレクター、編集者、物語作家。
岩手県盛岡市出身。2007年、アート・デザインを横断するウェブマガジンHITSPAPERを創刊。2013年より、散文を書き始めて、2016年に処女作となる『ME AND YOUR STORY わたしとあなたの物語』を刊行。

## 出版物
- 『ME AND YOUR STORY わたしとあなたの物語』(2016.11)

## 個展
- 2016.11　Novel Exhibition “Me And Your Story” @ Place by method – Tokyo
- 2017.02　Novel Exhibition “Me And Your Story” @ Yusuke Seki Atelier – Kyoto
- 2017.04　Novel Exhibition “Me And Your Story” @ CIY – Morioka